# Anna Skarhed
Anna Maria Skarhed, född 20 januari 1952 i Linköping i Östergötlands län, är en svensk jurist. Skarhed var justitieråd i Högsta domstolen 2005–2009 och justitiekansler 2009–2018.

## Biografi
Anna Skarhed växte upp i Linköping. Hon tog juristexamen vid Uppsala universitet 1977. Hon tjänstgjorde därefter som tingsnotarie vid Göteborgs tingsrätt åren 1978–1980. Hon fortsatte sedan på domarbanan. Hon blev hovrättsassessor i Hovrätten för Västra Sverige 1989, rådman i Eskilstuna tingsrätt 1992 och rådman i Uppsala tingsrätt 1996. Åren 1999–2001 var hon enhetschef vid Domstolsverket och 2000–2001 arbetade hon som rättssakkunnig på Justitiedepartementet. Därefter var hon lagman i Linköpings tingsrätt 2003–2005, innan hon utnämndes till justitieråd 2005. Hon tillträdde som justitiekansler i december 2009.
Hon har tidigare varit vice ordförande i Patientskadenämnden, Läkemedelsskadenämnden och Miljöskadenämnden. Anna Skarhed valdes 2018 av riksdagen till ordförande i den nyinrättade Nämnden för prövning av statsråds och statssekreterares övergångsrestriktioner.
Juridiska fakulteten vid Uppsala universitet kallade henne 2015 till juris doktor honoris causa.
Åren 2008–2010 gjorde hon en uppmärksammad utredning av sexköpslagen, med fokus på om lagen motsvarat de förväntningar som lagstiftarna hade. Hon har vidare varit extern expert i en utredning om polisens interna utredningsverksamhet.
Anna Skarhed var en av initiativtagarna till grundandet av Hilda, ett nätverk för kvinnliga jurister.